# Ariel Toaff
Ariel Toaff (* 17. August 1942 in Ancona) ist ein italienischer Historiker und Lehrstuhlinhaber an der Bar-Ilan-Universität in Ramat Gan, Israel. Sein Fachgebiet ist die Geschichte der orientalischen Juden. Toaff ist der Sohn des früheren Oberrabbiners von Rom, Elio Toaff.

## Buchveröffentlichung
Toaff veröffentlichte im Februar 2007 in Italien das Buch Pasque di Sangue („Passahfest des Blutes“) im Verlag Il Mulino. Darin versuchte er anhand von durch Folter zustande gekommenen Aussagen in Inquisitionsakten den angeblichen Ritualmord von Juden an Simon von Trient im 15. Jahrhundert als möglich nachzuweisen. Eine kleine Gruppe von deutschstämmigen Juden habe aus Rache möglicherweise Ritualmorde an Christen begangen.
Bis auf eine eher positive Vorabrezension von Sergio Luzzatto im  Corriere della Sera und ein ausdrückliches Lob von Franco Cardini in der Zeitung Avvenire stieß das Buch auf einhellige Ablehnung in der Öffentlichkeit und in der Mediävistik. Kritiker in Israel und Europa waren empört. Sie bezeichneten Toaffs Thesen als unwissenschaftliche Rechtfertigung im Mittelalter konstruierter Ritualmordlegenden. Fachhistoriker wiesen ihm schwere methodische Mängel und inhaltliche Fehlschlüsse nach. Seine Universität rügte die vorzeitige Veröffentlichung des Buches im Ausland; israelische Politiker forderten eine Bestrafung Toaffs wegen Verunglimpfung der jüdischen Religion. Gegen Toaffs Hypothesen protestierten auch christliche Theologen und Rabbiner in Italien, darunter der ehemalige Oberrabbiner Roms und Vater des Autors, Elio Toaff.
Nach einer Woche zog der Verlag auf Verlangen Toaffs die Restauflage des Buches zurück, damit dieser  strittige Passagen überarbeiten konnte. Er bedauerte die Veröffentlichung in Italien und bekräftigte, es habe nie jüdische Ritualmorde gegeben. Toaff erklärte, er sei missdeutet worden und wolle einiges klarer darstellen, sei aber überzeugt, die Wahrheit zu vertreten. Er kündigte eine Überarbeitung an und sagte zu, den bisherigen Erlös aus dem Buchverkauf an die Anti-Defamation League zu übergeben. Nach grundlegender Überarbeitung erschien das Buch Ende Februar 2008 in Italien neu. Toaff weist in der neuen Fassung die Behauptung, Juden hätten Christenblut verwenden können, entschieden als Legende zurück.

## Publikationen (Auswahl)
- Pasque di sangue: ebrei d'Europa e omicidi rituali.  Verlag Il Mulino, Bologna 2007. (wegen inhaltlicher Mängel vom Verlag und Autor zurückgerufen.) Buch erschien 2008 im selben Verlag neu in vom Autor überarbeiteter Fassung mit der ISBN 978-88-15-12187-5.
- Love, work, and death: Jewish life in medieval Umbria. 1996, ISBN 1-874774-19-6
- The Jews in Umbria. 3 Bände:
  - The Jews in Umbria: 1245–1435. 1993, ISBN 90-04-09695-7
  - The Jews in Umbria: 1435–1484. 1994, ISBN 90-04-09979-4
  - The Jews in Umbria: 1484–1736. 1994, ISBN 90-04-10165-9
- The Mediterranean and the Jews: banking, finance and international trade (XVI–XVIII centuries). 1989, ISBN 965-226-099-1
- The Jews in medieval Assisi: 1305–1487; a social and economic history of a small Jewish community in Italy. 1979, ISBN 88-222-2835-9